# شهرستان حجر الصعیر
ناحیهٔ حجر الصعیر (به عربی: مدیریة حجر الصیعر) یک ناحیه در یمن است که در استان حضرموت واقع شده‌است.
ناحیهٔ حجر الصعیر  ۲٬۴۷۴ نفر جمعیت دارد.